# Adua (sommergibile)
L’Adua è stato un sommergibile della Regia Marina.

## Storia
Una volta in servizio fu dislocato a Napoli, inquadrato nella XXIII Squadriglia Sommergibili.
Nei mesi primaverili del 1937 svolse un viaggio addestrativo nel bacino orientale del Mediterraneo, venendo poi impiegato nell'addestramento.
Nel 1939 fu trasferito a Cagliari, in seno alla 71ª Squadriglia Sommergibili (VII Gruppo)
Il 10 giugno 1940, all'ingresso dell'Italia nel secondo conflitto mondiale, l’Adua era già in mare, a meridione delle coste sarde (tra Capo Teulada e l'isola La Galite), al comando del tenente di vascello Giuseppe Roselli Lorenzini. Il 13 giugno si trasferì nelle acque delle Baleari (tra Ibiza e Maiorca). e successivamente nel Golfo del Leone, una quindicina di miglia ad est di Capo Creus. Il 17 giugno 1940, nottetempo, individuò un cacciatorpediniere, ma non poté portarsi all'attacco. L'indomani, in mattinata, dopo aver avvistato un convoglio francese (cinque mercantili e due unità di scorta) sulla rotta Marsiglia-Tolone, e non riuscendo ad avvicinarsi proprio per via della scorta, attaccò il trasporto di maggiori dimensioni (un trasporto truppe) con il lancio di un singolo siluro da 1800 metri, avvertendo lo scoppio. Non esistono però conferme di danneggiamenti.
Successivamente assunse il comando dell'unità il tenente di vascello Luigi Riccardi.
Dal 22 ottobre 1940 al 12 marzo 1941 l’Adua fu destinato all'addestramento degli allievi della Scuola Sommergibili di Pola, per la quale svolse 46 missioni addestrative; in questo lasso di tempo si avvicendarono al comando dell'unità i tenenti di vascello Carlo Todaro e Mario Resio.
Tornato sotto il comando di Riccardi, il sommergibile fu spostato a Taranto a metà marzo 1941.
Da marzo a maggio l’Adua fu impiegato nel Golfo di Taranto e lungo le coste della Grecia, svolgendo tre infruttuose missioni:
- in marzo, una quarantina di miglia ad ovest di Santa Maura (Isole Ionie) e poi nel Golfo di Taranto;[4]
- in aprile, a meridione di Capo Krio e nel canale di Cerigotto;[4]
- in maggio, tra Alessandria d'Egitto ed il Canale di Caso in un primo tempo, poi a sud di Creta.[4]

Il 10 maggio prese base a Lero.

LAdua in missione di guerra (notare la colorazione mimetica)

Il 3 giugno 1941 fermò – nei pressi di Capo Littinos, nella baia di Messaria – una bettolina a motore che trasportava benzina e 72 militari inglesi (8 ufficiali e 64 sottufficiali e soldati), in fuga da Creta – la cui occupazione da parte delle truppe tedesche era appena stata completata – verso l'Egitto: l’Adua prese prigionieri gli otto ufficiali ed obbligò l'imbarcazione a fare ritorno nell'isola, permettendo la cattura dei soldati.
Il sommergibile fu poi sottoposto ad un periodo di manutenzione di tre mesi presso l'Arsenale di Taranto.
Verso la metà di settembre operò nelle acque di Minorca, tornando nella base di Cagliari il 16.
Il 23 settembre il sommergibile lasciò Cagliari per disporsi in agguato (doveva formare uno sbarramento con altri tre sommergibili) sulla rotta di un convoglio britannico per Malta (operazione «Halberd»); più precisamente, si posizionò – il giorno 26 – nei pressi di Capo Palos (a settentrione della città spagnola di Cartagena).
Il convoglio britannico passò non visto e giunse a Malta; i sommergibili, tra cui l’Adua, avvistarono ed attaccarono le navi inglesi sulla rotta di rientro. Il 30 settembre, alle 3.50, avvistò un gruppo di undici cacciatorpediniere inglesi, e li attaccò con una sventagliata di quattro siluri, mancandoli (anche se fu avvertito uno scoppio) ed allontanandosi con rotta a settentrione. Poco dopo – alle 5.25. – lanciò il segnale di scoperta (con il quale si informava Maricosom, il comando dei sommergibili, della posizione delle navi inglesi, nonché dell'avvenuto attacco) e poi scomparve.
Si venne poi a sapere che il sommergibile era stato rintracciato da due dei cacciatorpediniere attaccati, il Gurkha ed il Legion (forse fu proprio la comunicazione radio con la base a permettere alle navi inglesi di ritrovarlo), che, dopo averlo rilevato con l'ASDIC, avevano iniziato a bombardarlo con cariche di profondità: alle 10.30, colpito, l’Adua si era inabissato con tutto l'equipaggio in posizione 37°10' N e 00°56' E o 36°50' N e 00°56' E.
Scomparvero il comandante Riccardi, altri 4 ufficiali, 8 sottufficiali, 19 sottocapi e 15 marinai.
Il sommergibile aveva svolto 8 missioni offensivo-esplorative e 16 di trasferimento, per totali 8146 miglia di navigazione in superficie e 1504 in immersione, più 46 missioni addestrative (la cui percorrenza non è precisata).